# Joseph Touge
Joseph Touge (né le 16 mars 1902 à Beaumont-de-Lomagne et mort le 9 juin 1986 à Toulouse) était un aviateur français.
Joseph Touge entra chez Latécoère en octobre 1925 et y resta jusqu'en jusqu'en décembre 1927. Il fut moniteur-pilote à Istres et pilote d'essai chez Farman.
Le 28 décembre 1936, il se posa à la Réunion avec l'avion « Roland Garros », un Farman F.199, à moteur Lorraine de 300 ch. L'équipage était composé de Joseph Touge, pilote, Roger Lenier, ingénieur-radio, Jean Laurent, propriétaire et navigateur. C'était le premier avion à atterrir à la Réunion sept ans après Marcel Goulette en novembre 1929. Le trajet : Paris via Égypte, Tananarive. Le but de ce vol était d'expérimenter le radiocompas sur le trajet Tananarive-la Réunion. Une balise avait été préalablement installée sur l'île. Le raid s'est poursuivi jusqu'à l'Île Maurice.